# Nikon D810

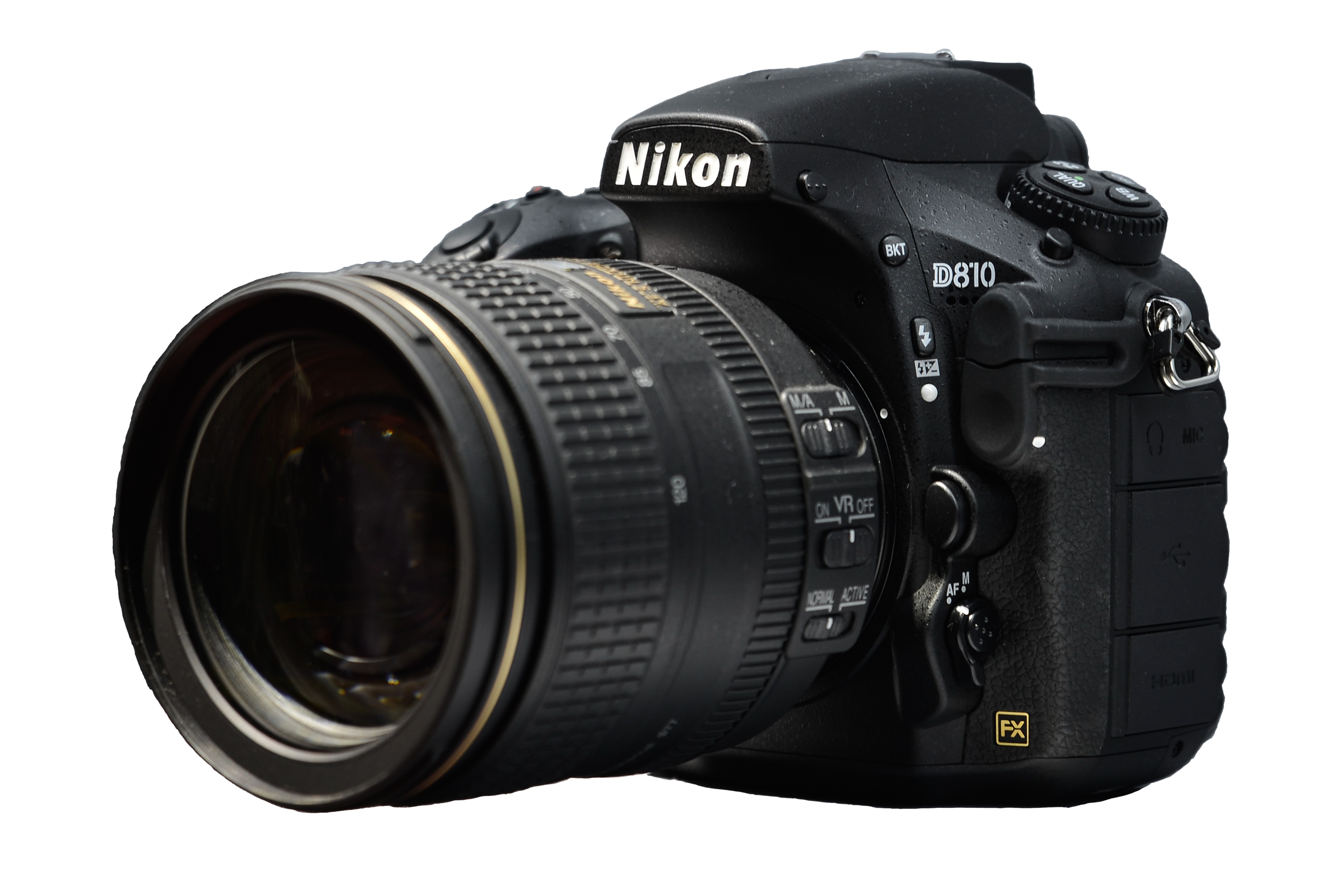
Nikon D810

Nikon D810 je digitální zrcadlovka od firmy Nikon, uvedená jako pokračovatel modelů D800/D800E. Byla uvedena 26. června 2014 za doporučenou cenu 3300 USD. Patří do profesionální třídy a je vysoce hodnocená, podle testovacího serveru DxOMark dokonce jako nejlepší digitální zrcadlovka současnosti s hodnocením „97“.

## Specifikace
- Senzor: full-frame
  - rozměry senzoru: 35,9 × 24 mm
  - typ senzoru: CMOS
  - velikost pixelu: 4,88 µm
  - bez optického filtru pro antialiasing (OLPF)
- Megapixelů: 37,09 (na senzoru), 36,3 (efektivních)
- Největší rozlišení: 7360 × 4912 (podle jiných zdrojů 7380 × 4928)[1] pixelů
- Poměr stran: ~ 3:2
- Bit/pixel: 14 bitů
- Objektivy: Nikon F/FX, vyměnitelné
- Blesk:
  - interní výklopný, směrné číslo 12
  - hot shoe pro systémové blesky Nikon
- Bracketing: –3 až +3 EV s rozdílem 1/3, 1/2, 2/3 nebo 1 EV; 2 až 5 kroků s přírůstkem 2 nebo 3 s rozdílem 2 nebo 3 EV
- Hledáček: OLED, optický penta-hranol
  - krytí: 100 %
  - činitel zvětšení: 0,7
  - přizpůsobení dioptrie: –3 až +1
- Závěrka: lamelová, mechanická, elektronicky řízená
  - rychlost závěrky: 1/8000 s až 30 s + bulb
  - X-sync: 1/250 s
  - materiál: kevlar/karbonová vlákna
- Expozice:
  - měření: TTL skrze barevnou 3D matrici s 91 kPixelovým senzorem RGB
  - režimy: matice, střed, vážený střed, …
  - možnost kompenzace: –5 až +5 EV
- Ostření: Multi-CAM 3500FX s 51 body automatického ostření
  - režimy: instantní/servo (AF-S), průběžný/servo (AF-C), automatická volba AF-S/AF-C (AF-A), manuální (M)
- Kontinální snímání: 5 snímků/s nebo 6 sn./s v režimu DX (1,2× ořez) nebo 7 sn./s s battery gripem a v režimu DX
- Citlivosti: 64–12 800 ISO, v rozšířeném režimu 32–51 200 ISO
- Vyvážení bílé, režimy: plochý, krajina, portrét, monochromatický, neutrální, standardní, živý, uživatelsky definovaný (Picture Control 2.0)
- Režimy fotoaparátu: automatický programový (P), priorita závěrky (S), priorita clony (A), manuální (M)
- Obrazový procesor: Nikon Expeed 4 s vylepšenou redukcí šumu, moaré a zvýšenou životností akumulátoru, funkce Picture Control 2.0
- Video: Full-frame (1920×1080) snímací frekvence až 50/60 sn./s
- Záznamové médium: SDHC/SDXC (class 10/UHS-I) a CompactFlash (typ I, UDMA); možnost Eye-Fi WLAN; možnost simultánního záznamu přes HDMI
- Displej: typ LCD (RGBW), 1,229 megapixelů, nedotykový, nevýklopný, úhlopříčka 3,2"
- Větší odolnost vůči prachu a vodě (podle firmy Nikon)
- Dynamický rozsah: 14,8 EV (podle DxOMark)[2]
- Baterie: Nikon EN-EL15 nebo 15a
  - typ: nabíjitelný akumulátor, Li-Ion
  - napětí: 7 V
  - kapacita: 1900 mAh
  - výdrž: ~ 1200 snímků
- Audio/video konektory:
  - HDMI C mini
  - mikrofonový vstup (3,5 mm jack)
  - sluchátkový výstup (3,5 mm jack)
- Datový konektor: USB 3.0, 10pinový konektor Nikon
- Formát souborů: 
  - obrázků: JPEG, RAW (NEF)
  - videa: MOV (MPEG-4 s kodekem H.264 advanced video coding)
- Hmotnost: 880 g, 980 g s baterií